# Tangnaihai (sockenhuvudort i Kina, Qinghai Sheng, lat 35,51, long 100,13)
Tangnaihai (kinesiska: 唐乃亥) är en sockenhuvudort i Kina. Den ligger i provinsen Qinghai, i den nordvästra delen av landet, omkring 190 kilometer sydväst om provinshuvudstaden Xining. Antalet invånare är 8 678. Befolkningen består av 4 267 kvinnor och 4 411 män. Barn under 15 år utgör 28,0 %, vuxna 15-64 år 66 %, och äldre över 65 år 5,0 %.
Runt Tangnaihai är det mycket glesbefolkat, med 5 invånare per kvadratkilometer. Det finns inga andra samhällen i närheten. Trakten runt Tangnaihai består i huvudsak av gräsmarker.
Genomsnittlig årsnederbörd är 611 millimeter. Den regnigaste månaden är juli, med i genomsnitt 151 mm nederbörd, och den torraste är december, med 2 mm nederbörd.